# Reclams Opernführer
Reclams Opernführer ist ein weitverbreiteter Opernführer. Er erschien erstmals 1928 im Verlag Philipp Reclam jun. in Leipzig. Von der 14. Auflage von 1950 an wurde er von Wilhelm Zentner herausgegeben. Seit der 34. völlig neu bearbeiteten Auflage von 1994 wird das Werk von Rolf Fath herausgegeben. Die aktuelle 41. Auflage von 2017 hat einen Umfang von 1.076 Seiten und bietet Informationen zu über 220 Opern.

## Aufbau/Inhalt
Der Opernführer enthält ein kurzes Vorwort, den Lexikonteil und einen Anhang.
Im Lexikonteil finden sich Biografien der Komponisten, Informationen zu den Librettisten, und Angaben zur Entstehung sowie zum Handlungsverlauf der Opern. Dieser Teil ist chronologisch nach Geburtsdaten der Komponisten geordnet und mit szenischen Farbfotos aus Aufführungen illustriert.
Der Anhang umfasst – jeweils in alphabetischer Reihenfolge – ein Verzeichnis der Komponisten und ihrer beschriebenen Opern sowie ein Verzeichnis der Opern.